# 이시다 미나미 (축구 선수)
이시다 미나미(일본어: 石田 みなみ, 1991년 5월 14일 ~ )는 일본의 여자 축구 선수이다.

## 구단 경력
나데시코 리그, WE리그의 노지마 스텔라 가나가와 사가미하라에서 활동했다.

## 국가대표팀 경력
그녀는 2008년 FIFA U-17 여자 월드컵에 참가할 일본 U-17 국가대표팀에 발탁되었으며, 1경기에 출전했다.